# أفرو 531 سبايدر
أفرو 531 سبايدر (بالإنجليزية: Avro 531 Spider) هي طائرة مقاتلة أنتجت في بريطانيا. من صناعة أفرو خلال الحرب العالمية الأولى، ولم تتم متابعة الإنتاج بعد الانتهاء من مرحلة تصنيع النموذج الأولي. كان أول طيران لها في 1918. وصنع منها طائرتين.